# Prohoz
Prohoz (anglicky picking, německy Schusseintrag)
je odborný výraz pro činnost zanášení útku prošlupem mezi osnovní niti při výrobě tkanin.
Rychlost a délka dráhy prohozu podstatně ovlivňují výkonnost stroje. Teoretický výkon (P) v m/min vyjádřený vzorcem
P = počet prohozů / min. × délka zanešeného útku (m)
je jedno z hlavních měřítek pro porovnání různých typů tkacích strojů.

## Druhy prohozních ústrojí
K zanášení útku slouží prohozní ústrojí, jejichž konstrukce byly během posledních více než 200 letech vyvinuty v mnoha variantách. Na začátku 21. století patří k základním, prakticky používaným typům zejména:
| Druh tkacího stroje       | Hlavní části prohozního ústrojí                                                                                          | Max. délka prohozu (cm) | Max. výkon m / min | Zvláštní znaky                                                              |
| ruční stav                | člunek, pudítko, šňůra (cukátko)                                                                                         | cca 120                 | 30–40              | s létajícím člunkem                                                         |
| mechanický člunkový stroj | vačka, prohozní rameno s babkou, člunek (500 g)                                                                          | cca 380                 | 540                | hlučnost 100–110 dBA (nárazy člunku na babku)                               |
| jehlový stroj             | tuhá jehla (rapír): vačka, ozubený segment, jehla (80 g) ohebná jehla: klikový mechanizmus, ozubený segment, jehla (pás) | 300 425                 | 1260 1500          | pro prohoz. ústrojí dodatečně šířka stroje jehla z pružné oceli nebo plastu |
| skřipcový stroj           | torzní tyč, vodicí lamely, skřipec (projektil)                                                                           | 655                     | 1570               | 7–12 projektilů na stroj                                                    |
| pneumatický stroj         | kompresor, řada tlakových trysek, sací tryska, vodicí lamely (konfuzory)                                                 | 430                     | 2000               | tlak vzduchu 0,35–0,6 MPa                                                   |
| hydraulický stroj         | vodní čerpadlo, tryska, vodní paprsek (max ø 20 mm)                                                                      | 230                     | 2300               | systém je vhodný jen pro syntetické materiály                               |
| kruhový stroj             | zanašeč s cívkou (max. 14 kg), pohon magneticky nebo odvalováním po hnacím válci                                         | bez omezení             | 1800               | 4–8 zanašečů útku na stroj                                                  |
| stuhový stroj člunkový    | vačka, ozubená tyč, člunek s cívečkou                                                                                    | 50                      | 300 (na vývod)     | 2–20 vývodů na stroj, až 200 útků na cm tkaniny                             |
| stuhový stroj jehlový     | klikový mechanizmus, útková jehla s kyvadlovým pohybem                                                                   | 30                      | >1000 (na vývod)   | 2 až 3 prohozy nad sebou možné 2–8 vývodů na stroj                          |
| stroj na řezané stuhy     | jehlové ústrojí: jako u standard. strojů pneumatické ústrojí: jako u standard. strojů                                    | 120                     | 1000 1140          | na laciné stuhy a štítky                                                    |

## Rozsah použití prohozních zařízení
Popsané techniky prohozu se ve světě používají na více než 8 milionech tkacích strojů. Z toho:
- Člunkový prohoz (na 2,8 milionech ručních[14] a 4 milionech mechanických stavech[15]
- Bezčlunkový prohoz (na 1,2 milionech skřipcových, jehlových, pneumatických a hydraulických strojích[16]
- Několik desítek tisíc kruhových a stuhových strojů je vybaveno speciálně upraveným prohozním ústrojím.

V tabulce nejsou uvedeny:
Víceprošlupní stroje dosahovaly ve zkušebním provozu výkonu až 6000 m/min, ve větším měřítku se však neprosadily a v roce 2005 se přestaly vyrábět.
Stroje na kovové, netextilní tkaniny mohou zatkávat s jehlovým prohozním ústrojím až 450 m drátu za minutu.
Skřipcové stroje s mimořádnou pracovní šířkou (až 12 m) používané ke tkaní filmových pláten a geotextilií. Např. stroj se šířkou paprsku 846 cm běží se 130 obr./min.

### Prohoz barevných útkových nití
Výběrem ze 4 až 16 barev útkových nití a jejich systematickým zaváděním do prohozního ústrojí se vzorují tkaniny na strojích s běžnou pracovní šířkou do 150 cm.
Používaná zařízení:
- U člunkových strojů je to (nejčastěji) tzv. stoupací člunečník (zásobník) sestávající ze 4 skříněk umístěných vedle prohozního ústrojí. Každá skříňka nese člunek s přízí v určité barvě, vertikální pohyb skříněk, kterým se přivádí člunek s požadovanou barvou příze přímo k prohoznímu ústrojí, je řízen speciální vačkou.
- U bezčlunkových strojů se odvíjí příze s patřičnou barvou z křížem soukané cívky umístěné na okraji stroje. Záměna barev je řízena listovým nebo žakárovým ústrojím a u strojů s vačkovým prošlupem děrnými kartami speciálního agregátu.[19][20]

## Spotřeba elektrické energie v závislosti na způsobu prohozu
U standardních tkacích strojů se počítá s následujícími poměry:
| Druh zanašeče útku | člunek | skřipec | jehla | vzduch | voda |
| KWh / kg tkaniny   | 1,8    | 1,3     | 2,5   | 3,2    | 0,9  |

## Galerie prohozních ústrojí

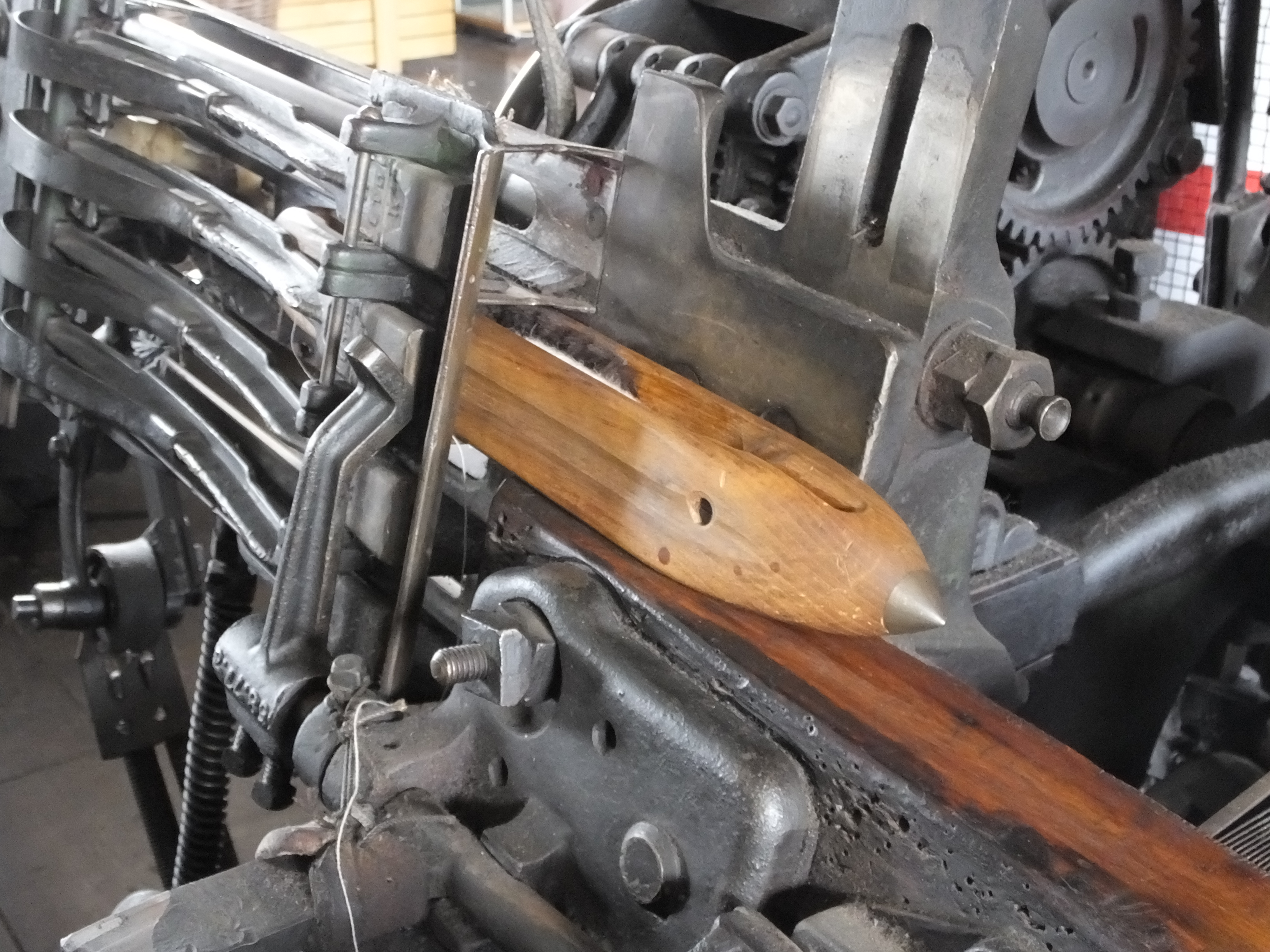
Stoupací člunečník na tkacím stroji z poloviny 20. století
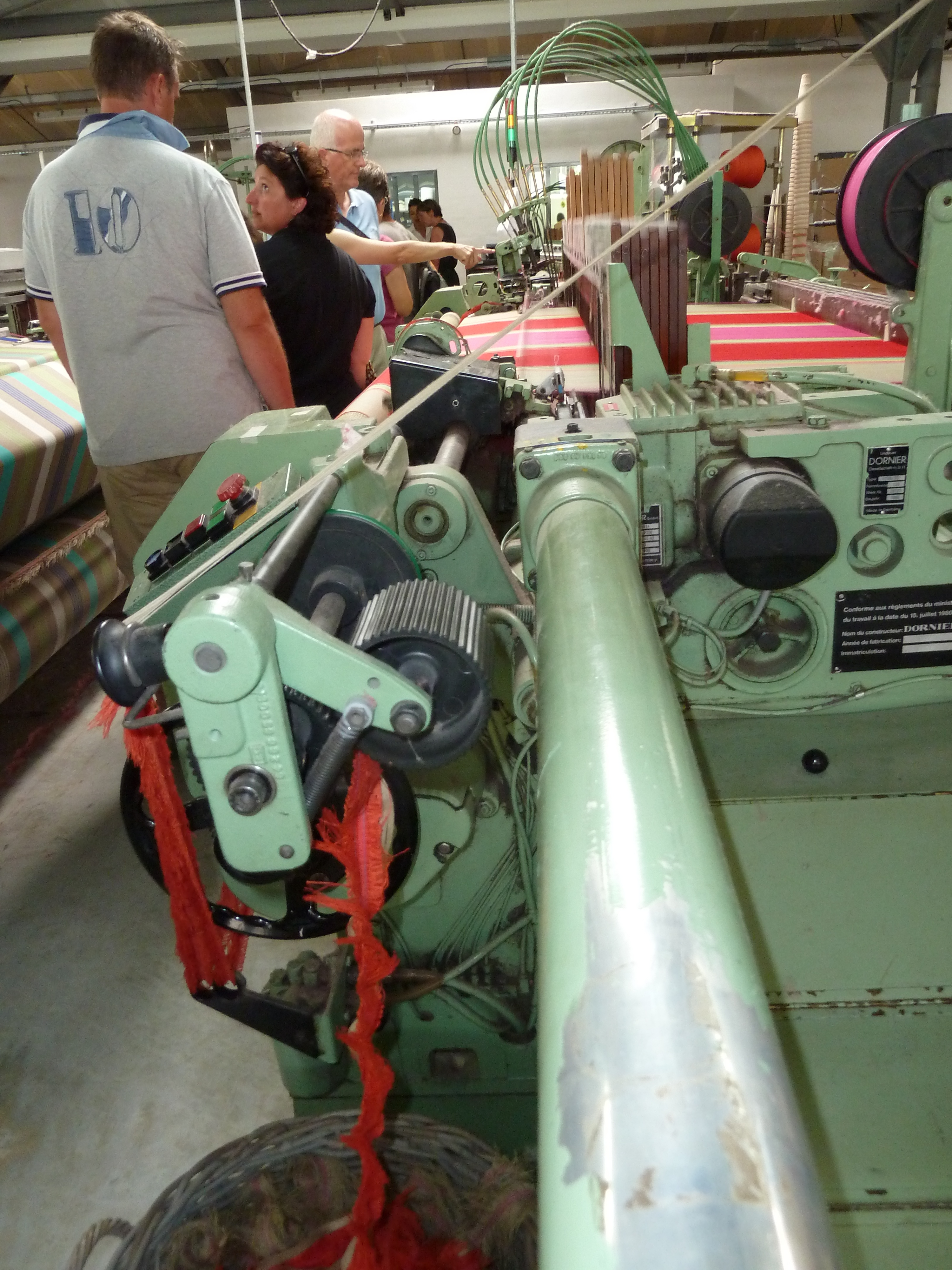
Prohozní ústrojí s tuhou jehlou (v trubici uprostřed snímku)
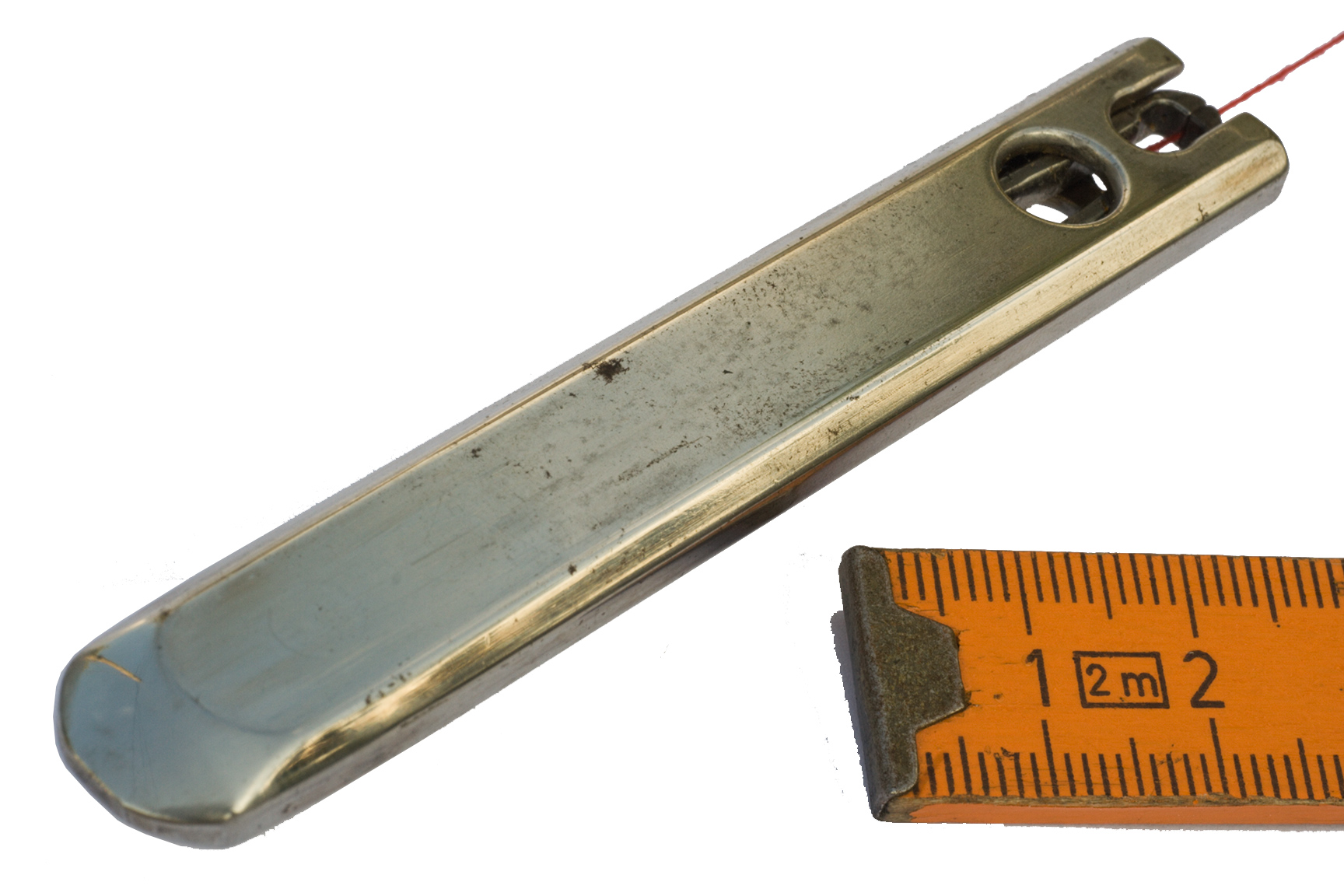
Projektil ze skřipcového prohozního ústrojí
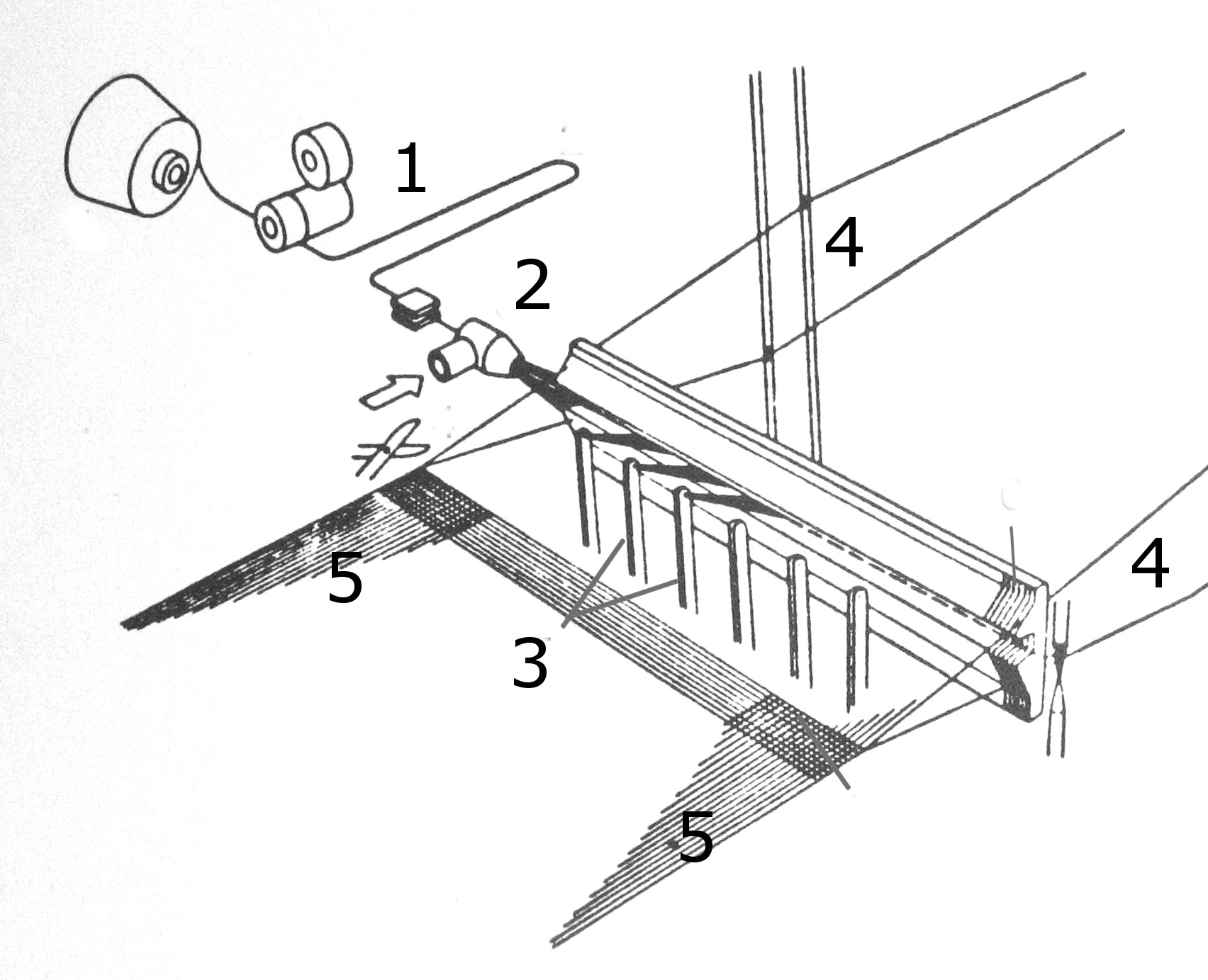
Schéma pneumatického prohozního ústrojí
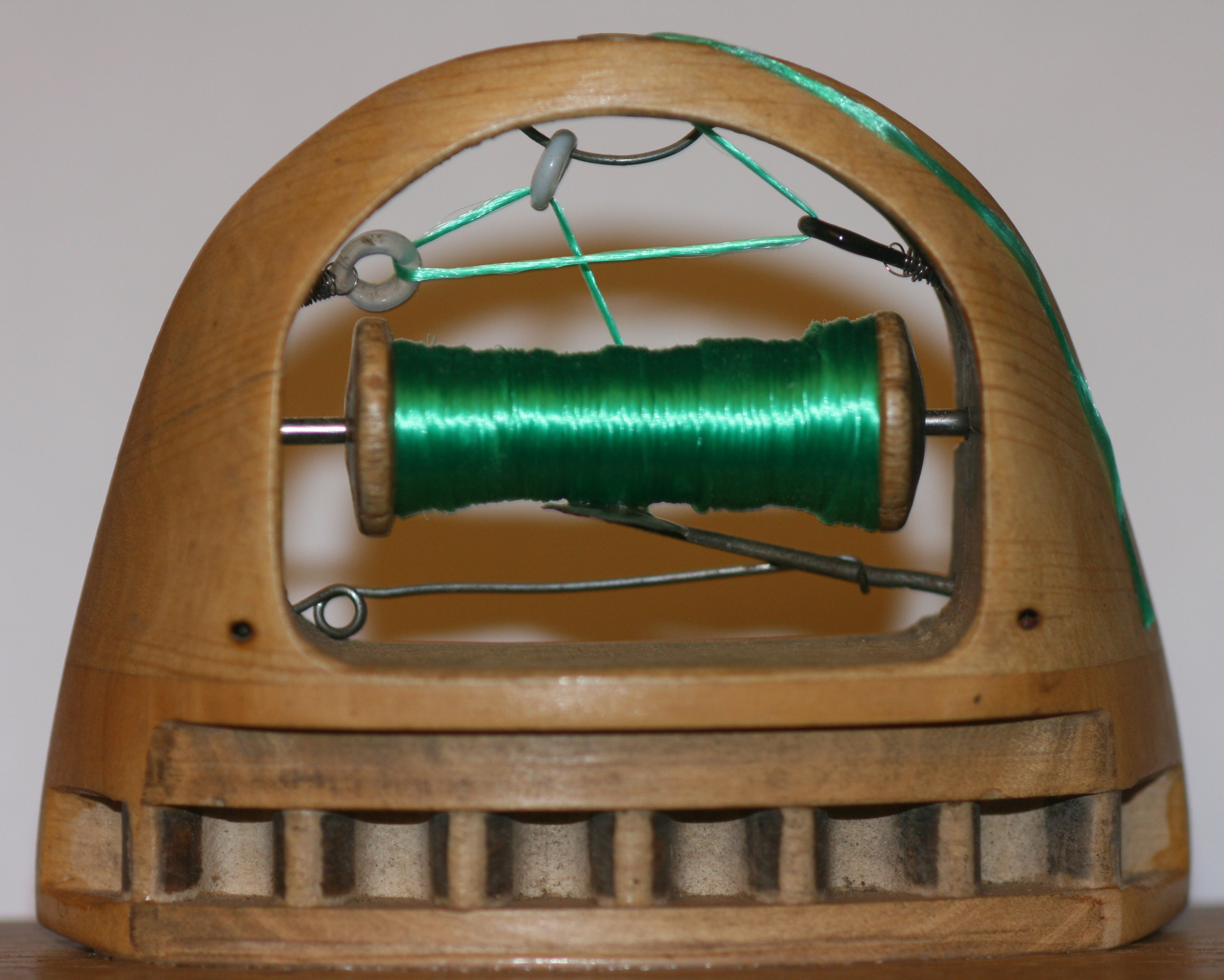
Člunek ze stuhového tkacího stroje